# Szwajcaria na Zimowych Igrzyskach Olimpijskich 1968
Szwajcarię na Zimowych Igrzyskach Olimpijskich 1968 reprezentowało 34 zawodników: 29 mężczyzn i pięć kobiet. Był to dziesiąty start reprezentacji Szwajcarii na zimowych igrzyskach olimpijskich.

## Zdobyte medale
| Medal  | Zawodnik                                              | Dyscyplina            | Konkurencja            | Rezultat    |
| ------ | ----------------------------------------------------- | --------------------- | ---------------------- | ----------- |
| Srebro | Alois Kälin                                           | Kombinacja norweska   | Indywidualnie          | 444,10 pkt  |
| Srebro | Willy Favre                                           | Narciarstwo alpejskie | Slalom gigant mężczyzn | 3:31,83 min |
| Brąz   | Josef Haas                                            | Biegi narciarskie     | Bieg na 50 km mężczyzn | 2:29:14,8 h |
| Brąz   | Jean Wicki, Hans Candrian, Willi Hofmann, Walter Graf | Bobsleje              | Czwórki mężczyzn       | 2:18,04 min |
| Brąz   | Jean-Daniel Dätwyler                                  | Narciarstwo alpejskie | Bieg zjazdowy mężczyzn | 2:00,32 min |
| Brąz   | Fernande Bochatay                                     | Narciarstwo alpejskie | Slalom gigant kobiet   | 1:54,74     |

## Skład kadry

### Biegi narciarskie
Mężczyźni
| Zawodnik                                          | Konkurencja        | czas               | Pozycja            |
| ------------------------------------------------- | ------------------ | ------------------ | ------------------ |
| Josef Haas                                        | Bieg na 15 km      | 50:34,8            | 18.                |
| Flury Koch                                        | Bieg na 15 km      | 50:37,2            | 19.                |
| Albert Giger                                      | Bieg na 15 km      | 51:26,6            | 30.                |
| Konrad Hischier                                   | Bieg na 15 km      | 52:06,4            | 35.                |
| Flury Koch                                        | Bieg na 30 km      | 1:43:06,9          | 32.                |
| Konrad Hischier                                   | Bieg na 30 km      | 1:42:26,1          | 30.                |
| Denis Mast                                        | Bieg na 30 km      | 1:41:58,8          | 28.                |
| Fritz Stuessi                                     | Bieg na 30 km      | 1:43:57,8          | 35.                |
| Alois Kälin                                       | Bieg na 50 km      | 2:36:40,8          | 23.                |
| Josef Haas                                        | Bieg na 50 km      | 2:29:14,8          | brąz               |
| Denis Mast                                        | Bieg na 50 km      | Nie ukończył biegu | Nie ukończył biegu |
| Franz Kälin                                       | Bieg na 50 km      | 2:44:29,7          | 37.                |
| Konrad Hischier Josef Haas Flury Koch Alois Kälin | Sztafeta 4 × 10 km | 2:15:32,4          | 5.                 |

### Bobsleje
Mężczyźni
| Osada | Zawodnik                                                      | Konkurencja | Ślizg 1 | Ślizg 2 | Ślizg 3 | Ślizg 4 | Łącznie | Pozycja |
| ----- | ------------------------------------------------------------- | ----------- | ------- | ------- | ------- | ------- | ------- | ------- |
| SUI-1 | Jean Wicki Hans Candrian                                      | Dwójki      | 1:10,60 | 1:11,72 | 1:12,01 | 1:12,65 | 4:46,63 | 9.      |
| SUI-2 | René Stadler Max Forster                                      | Dwójki      | 1:11,60 | 1:12,74 | 1:12,36 | 1:12,46 | 4:49,16 | 10.     |
| SUI-1 | Jean Wicki Hans Candrian Willi Hofmann Walter Graf            | Czwórki     | 1:10,65 | 1:07,39 |         |         | 2:18,04 | brąz    |
| SUI-2 | René Stadler Hansruedi Müller Robert Zimmermann Ernst Schmidt | Czwórki     | 1:11,02 | 1:08,81 |         |         | 2:19,83 | 12.     |

### Kombinacja norweska
Mężczyźni
| Zawodnik    | Konkurencja   | Bieg narciarski | Bieg narciarski | Bieg narciarski | Skoki narciarskie | Skoki narciarskie | Skoki narciarskie | Skoki narciarskie | Skoki narciarskie | Skoki narciarskie | Skoki narciarskie | Skoki narciarskie | Łącznie | Pozycja |
| Zawodnik    | Konkurencja   | Czas biegu      | Pozycja         | Punkty          | Skok 1            | Nota              | Skok 2            | Nota              | Skok 3            | Nota              | Punkty            | Pozycja           | Łącznie | Pozycja |
| ----------- | ------------- | --------------- | --------------- | --------------- | ----------------- | ----------------- | ----------------- | ----------------- | ----------------- | ----------------- | ----------------- | ----------------- | ------- | ------- |
| Alois Kälin | Indywidualnie | 47:21,5         | 1.              | 254,79          | 61,0              | 73,1              | 71,0              | 97,8              | 69,5              | 95,4              | 193,2             | 24.               | 447,99  | srebro  |

### Łyżwiarstwo figurowe
| Zawodnik         | Konkurencja | Nota   | Pozycja |
| ---------------- | ----------- | ------ | ------- |
| Charlotte Walter | Solistki    | 1571,5 | 22.     |

### Łyżwiarstwo szybkie
Mężczyźni
| Zawodnik         | Konkurencja   | Konkurencja   | Konkurencja    | Konkurencja    | Konkurencja    | Konkurencja    | Konkurencja      | Konkurencja      |
| Zawodnik         | Bieg na 500 m | Bieg na 500 m | Bieg na 1500 m | Bieg na 1500 m | Bieg na 5000 m | Bieg na 5000 m | Bieg na 10 000 m | Bieg na 10 000 m |
| Zawodnik         | Czas          | Miejsce       | Czas           | Miejsce        | Czas           | Miejsce        | Czas             | Miejsce          |
| ---------------- | ------------- | ------------- | -------------- | -------------- | -------------- | -------------- | ---------------- | ---------------- |
| Ruedi Uster      | 43,6          | 43.           |                |                | 8:12,2         | 35.            |                  |                  |
| Hansruedi Widmer | 43,7          | 44.           | 2:16,1         | 47.            |                |                |                  |                  |
| Franz Krienbühl  |               |               | 2:16,3         | 48.            | 8:08,9         | 34.            |                  |                  |

### Narciarstwo alpejskie
Mężczyźni
| Zawodnik             | Konkurencja | Konkurencja | Konkurencja       | Konkurencja       | Konkurencja   | Konkurencja   | Konkurencja       | Konkurencja              | Konkurencja              | Konkurencja              |
| Zawodnik             | Zjazd       | Zjazd       | Slalom gigant     | Slalom gigant     | Slalom gigant | Slalom gigant | Slalom specjalny  | Slalom specjalny         | Slalom specjalny         | Slalom specjalny         |
| Zawodnik             | Czas        | Pozycja     | Czas 1. przejazdu | Czas 2. przejazdu | Czas          | Pozycje       | Czas 1. przejazdu | Czas 2. przejazdu        | Czas łączny              | Pozycja                  |
| -------------------- | ----------- | ----------- | ----------------- | ----------------- | ------------- | ------------- | ----------------- | ------------------------ | ------------------------ | ------------------------ |
| Jean-Daniel Dätwyler | 2:00,32     | brąz        |                   |                   |               |               |                   |                          |                          |                          |
| Edmund Bruggmann     | 2:02,36     | 10.         | 1:16,00           | 1:48,91           | 3:34,91       | 12.           |                   |                          |                          |                          |
| Josef Minsch         | 2:02,76     | 14.         |                   |                   |               |               |                   |                          |                          |                          |
| Dumeng Giovanoli     | 2:02,98     | 16.         | 1:47,42           | 1:47,42           | 3:33,55       | 7.            | 49,89             | 50,33                    | 1:40,22                  | 4.                       |
| Willy Favre          |             |             | 1:43,94           | 1:47,56           | 3:31,50       | srebro        | Dyskwalifikacja   | Nie ukończył konkurencji | Nie ukończył konkurencji | Nie ukończył konkurencji |
| Stefan Kälin         |             |             | 1:48,98           | 1:51,44           | 3:40,42       | 28.           |                   |                          |                          |                          |
| Peter Frei           |             |             |                   |                   |               |               | 50,04             | 51,94                    | 1:41,98                  | 10.                      |
| Andreas Sprecher     |             |             |                   |                   |               |               | 51,91             | Dyskwalifikacja          | Nie ukończył konkurencji | Nie ukończył konkurencji |

Kobiety
| Zawodniczka        | Konkurencja | Konkurencja | Konkurencja               | Konkurencja               | Konkurencja       | Konkurencja               | Konkurencja               | Konkurencja               |
| Zawodniczka        | Zjazd       | Zjazd       | Slalom gigant             | Slalom gigant             | Slalom specjalny  | Slalom specjalny          | Slalom specjalny          | Slalom specjalny          |
| Zawodniczka        | Czas        | Pozycja     | Czas                      | Pozycja                   | Czas 1. przejazdu | Czas 2. przejazdu         | Czas łączny               | Pozycja                   |
| ------------------ | ----------- | ----------- | ------------------------- | ------------------------- | ----------------- | ------------------------- | ------------------------- | ------------------------- |
| Fernande Bochatay  | 1:42,87     | 7.          | 1:54,74                   | brąz                      | Dyskwalifikacja   | Nie ukończyła konkurencji | Nie ukończyła konkurencji | Nie ukończyła konkurencji |
| Annerösli Zryd     | 1:43,76     | 11.         | 1:57,60                   | 13.                       | 42,97             | 48,44                     | 1:31,41                   | 11.                       |
| Madeleine Wuilloud | 1:44,49     | 16.         | Nie ukończyła konkurencji | Nie ukończyła konkurencji | 44,86             | 48,41                     | 1:33,27                   | 13.                       |
| Vreni Inäbnit      | 1:45,16     | 18.         | 1:58,50                   | 19.                       | 45,45             | 49,73                     | 1:35,18                   | 17.                       |

### Skoki narciarskie
Mężczyźni
| Konkurencja   | Skoczek                | Skok 1    | Skok 1 | Skok 2    | Skok 2 | Nota  | Pozycja |
| Konkurencja   | Skoczek                | odległość | Nota   | odległość | Nota   | Nota  | Pozycja |
| ------------- | ---------------------- | --------- | ------ | --------- | ------ | ----- | ------- |
| Josef Zehnder | Skocznia normalna K-70 | 73,5      | 65,4   | 67,5      | 88,8   | 154,2 | 52.     |
| Josef Zehnder | Skocznia duża K-90     | 84,0      | 81,5   | 79,5      | 71,7   | 153,2 | 47.     |